# Naruto: Ultimate Ninja Storm
Naruto: Ultimate Ninja Storm (I Japan känt som Naruto: Narutimate Storm) är ett fightingspel utvecklat av CyberConnect2 och publicerad av Namco Bandai Games. Spelet släpptes till Playstation 3 över hela Nordamerika, Europa och Australien i november 2008 och i Japan den 15 januari 2009. Spelet är baserad på den populära animerade TV-serien Naruto av Masashi Kishimoto.
En uppföljare med titeln Naruto Shippuden: Ultimate Ninja Storm 2 släpptes i Japan, Nordamerika och Europa i oktober 2010 för Playstation 3 och Xbox 360.